# Кочанов, Виктор Иванович
Виктор Иванович Кочанов — советский хозяйственный, государственный и политический деятель.

## Биография
Родился в 1918 году в селе Сергиевском. Член КПСС с 1942 года.
Участник советско-финской войны. С 1941 года — на хозяйственной, общественной и политической работе. В 1941—1987 гг. — секретарь Сталинского райкома ВЛКСМ, в Куйбышевском обкоме ВЛКСМ, парторг строительства Куйбышевской ГЭС, заведующий отделом строительства Куйбышевского обкома ВКП(б), заведующий промышленно-транспортным отделом Балашовского обкома КПСС, председатель Балашовского горисполкома, первый заместитель председателя, председатель исполкома Саратовского городского Совета депутатов трудящихся, начальник Управления материально-технического снабжения Приволжского района.
Избирался депутатом Верховного Совета РСФСР 6-го, 7-го и 8-го созывов.
Умер после 1987 года.